# Kapuścińce (rejon czortkowski)
Kapuścińce (ukr. Капустинці) – wieś na Ukrainie, w  rejonie czortkowskim obwodu tarnopolskiego, w hromadzie Nagórzanka. 
W II Rzeczypospolitej wieś w powiecie zbaraskim województwa tarnopolskiego.
W październik 1944 nacjonaliści ukraińscy z OUN-UPA zamordowali tutaj 15 Polaków.